# Björn Lehmann
Björn Lehmann (* 1973 in Köln) ist ein deutscher Pianist und Hochschulprofessor.

## Leben
Lehmann studierte an der Hochschule für Musik und Theater Hamburg und der Universität der Künste Berlin in der Klasse von Klaus Hellwig. Er gewann mehrere Preise, darunter den ersten Preis beim „Curso-concurso Palazzolo sull’Oglio“ sowie den „Hanns-Eisler-Preis für die Interpretation zeitgenössischer Musik“ und konzertierte in verschiedenen Besetzungen auf Festivals sowie auf Tourneen in zahlreichen europäischen Ländern, in Japan, Südkorea, China, Süd- und Mittelamerika. Lehmann spielte mehrere CDs ein, sowohl solo als auch im Duo mit der Geigerin Sophia Jaffé.
Seit 2009 spielt er gemeinsam mit der Pianistin Norie Takahashi im PianoDuo Takahashi | Lehmann, das bislang zwei CDs veröffentlichte, die sehr positive Rezensionen erhielten. So war die CD Originals and beyond „CD des Monats“ bei Fono Forum (Februar 2015). 
Von 2004 bis 2011 unterrichtete er Klavier an der Akademie für Tonkunst in Darmstadt. 2011 folgte er dem Ruf auf eine Professur für Klavier an der Universität der Künste Berlin.

## Diskographie (Auswahl)
- Friedrich Goldmann, Kammermusik und Klavierwerke – edel records, 2009
- Ludwig van Beethoven und Josef Suk, Werke für Violine und Klavier – Genuin, 2009
- Originals and beyond: Werke von Beethoven, Schumann und Schönberg, PianoDuo Takahashi | Lehmann – audite, 2014
- Transcriptions and beyond: Werke von Stravinsky, Nancarrow und Arnulf Herrmann, PianoDuo Takahashi | Lehmann – audite, 2015